# Загорье (Пермский край)
Загорье — деревня в Пермском крае России. Входит в Чусовской городской округ.

## Географическое положение
Деревня расположена недалеко от левого берега реки Чусовая менее чем в километре к северу от посёлка Верхне-Чусовские Городки.
Существует как поселение работников Верхне-Городковского психоневрологического интерната, расположенного к северу от деревни. 
Климат
Климат умеренно континентальный. Среднегодовая температура воздуха колеблется около 0 градусов, среднемесячная температура января — −16 °C, июля — +17 °C, заморозки отмечаются в мае и сентябре. Высота снежного покрова достигает 80 см. Продолжительность залегания снежного покрова 170 дней. Продолжительность вегетационного периода 118 дней. В течение года выпадает 500—700 мм осадков.

## История
В 1998 году из состава посёлка Верхнечусовские Городки была выделена деревня Карьер, переименованная в 2003 году в Загорье.
С 2004 до 2019 года деревня входила в Верхнечусовское Городковское сельское поселение Чусовского муниципального района.

## Население
Постоянное население деревни (с учётом пациентов интерната) составляло 397 человек в 2002 году, 338 человек в 2010 году. 

## Достопримечательности
В 2 километрах на северо-запад от деревни посреди реки Чусовая расположен остров, представляющий собой остатки Нижнего Чусовского Городка. На острове установлен памятник отряду Ермака, ушедшему отсюда в сибирский поход.